# Argostoli
Argostoli (neugriechisch Αργοστόλι (n. sg.), Katharevousa Αργοστόλιον) ist die Hauptstadt der Insel Kefalonia. Die Stadt wurde 1953 von einem Erdbeben zum großen Teil zerstört. Die Hauptstraße befindet sich nicht am Hafen, sondern verläuft parallel zum Hafenkai in etwa 150 m Entfernung. An der Flaniermeile Lithostroto (‚Gepflasterte‘) befinden sich auch fast alle wichtigen Sehenswürdigkeiten. In den letzten Jahren versucht man verstärkt, die Hafenstraße als zweite Flaniermeile zu etablieren. Zu diesem Zweck wurde eine Palmenallee angelegt.
Die Stadtgemeinde (dimos) Argostoli wurde 1912 geschaffen, 1997 durch Eingemeindung nahe gelegener Ortschaften wie Lassi und Peratata vergrößert, und ging mit der Verwaltungsreform 2010 in der neu geschaffenen Gemeinde Kefalonia auf, in der sie seither einen Gemeindebezirk und den Verwaltungssitz bildet. Die Kernstadt Argostoli selbst zählt 2011 10.362 Einwohner.

## Geschichte
Am südlichen Ende des Golfes von Argostoli befand sich die antike Stadt Krane. Wegen Seuchengefahr wurde diese aufgegeben und 1757 die neue Stadt Argostoli an der heutigen Stelle gegründet. Andrea da Mosto hatte sich bereits 1627 dafür ausgesprochen, an dieser Stelle eine neue Inselhauptstadt zu gründen. Das Hauptargument war der besser geschützte natürliche Hafen im Gegensatz zur bisherigen Hauptstadt Lixouri.
Der britische Inselgouverneur Charles James Napier ließ 1813 über den Golf von Argostoli durch den Schweizer Ingenieur Charles de Bosset eine Holzbrücke errichten, die 26 Jahre später durch eine aus Stein ersetzt wurde. An der Brücke erinnert ein Obelisk an die britische Verwaltung. 1829 wurde der klassizistische Leuchtturm Agios Theodoros errichtet. Nach dem Erdbeben 1953 wurde er unter Verwendung der alten Säulentrommeln wiederaufgebaut. 1915 wurde von Großbritannien ernsthaft erwogen, die Insel Zypern gegen das Nutzungsrecht des Hafens von Argostoli zu tauschen.
1943 wurde Argostoli bombardiert, 1953 gab es ein großes Erdbeben. Trotzdem ist das Erscheinungsbild der Stadt weitestgehend erhalten geblieben, nicht zuletzt auch, weil man entgegen dem Rat von Städteplanern den Grundriss nicht veränderte. 1985 wurde der Uhrturm an der Lithostroto, das Wahrzeichen der Stadt, mit Originalteilen rekonstruiert.

## Kultur und Museen
Wie alle größeren Städte der Ionischen Inseln hat Argostoli ein reiches Kulturangebot. Es gibt eine Philharmonie und das Theater O Kefalos. Im Sommer finden auf dem Vallianos-Platz Open-Air-Veranstaltungen statt, zu denen vor allem ausländische Gruppen und Ensembles eingeladen werden.
Daneben besteht die Korgialenios-Bibliothek (Bibliothek und Heimatmuseum), die Kosmetatos-Stiftung (ein privates Museum zur Stadtgeschichte und Betreiber eines botanischen Gartens), ein archäologisches Museum und ein kleines Museum der Division Acqui.

## Livathos

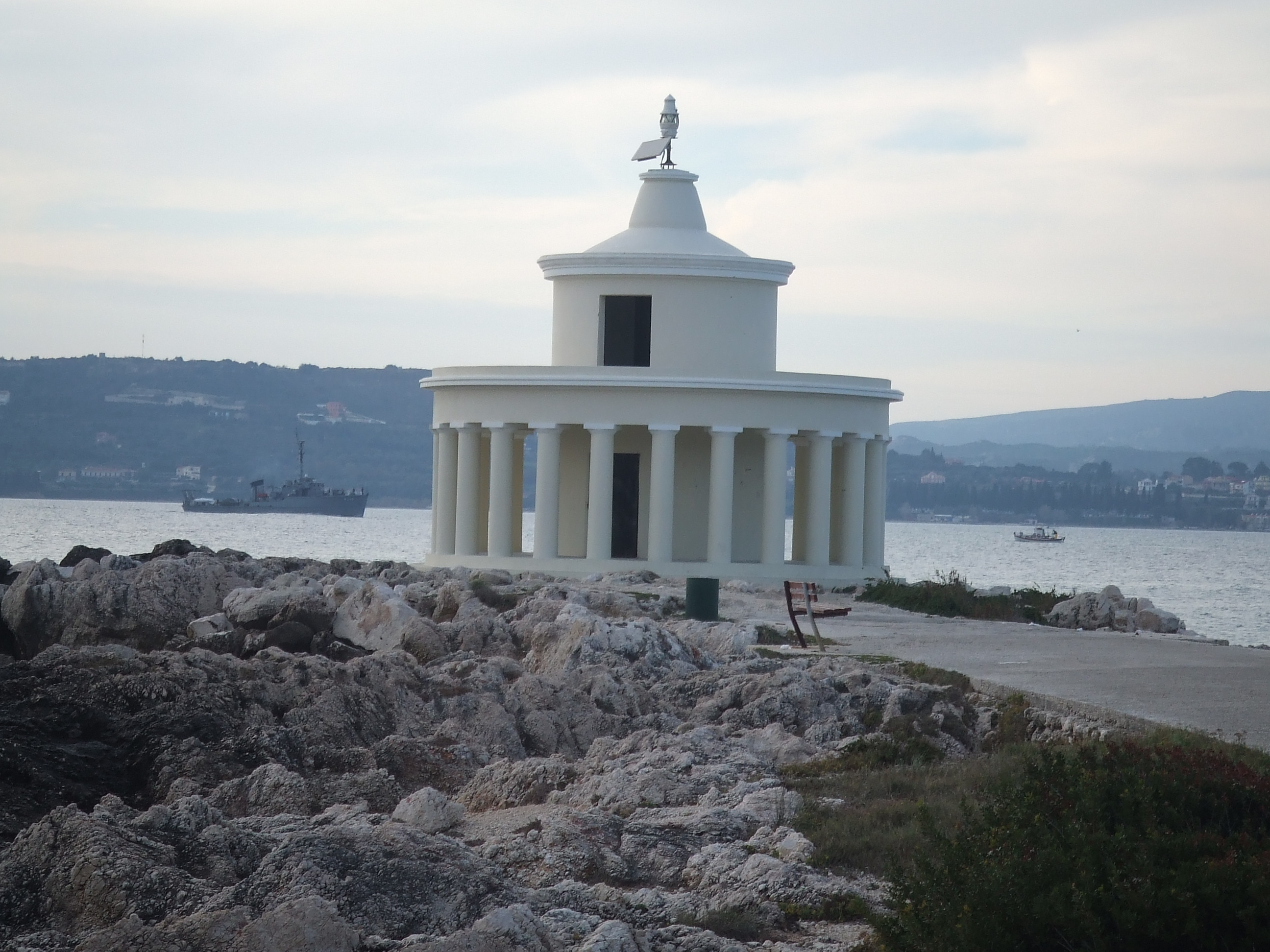
Der Leuchtturm von Argostoli

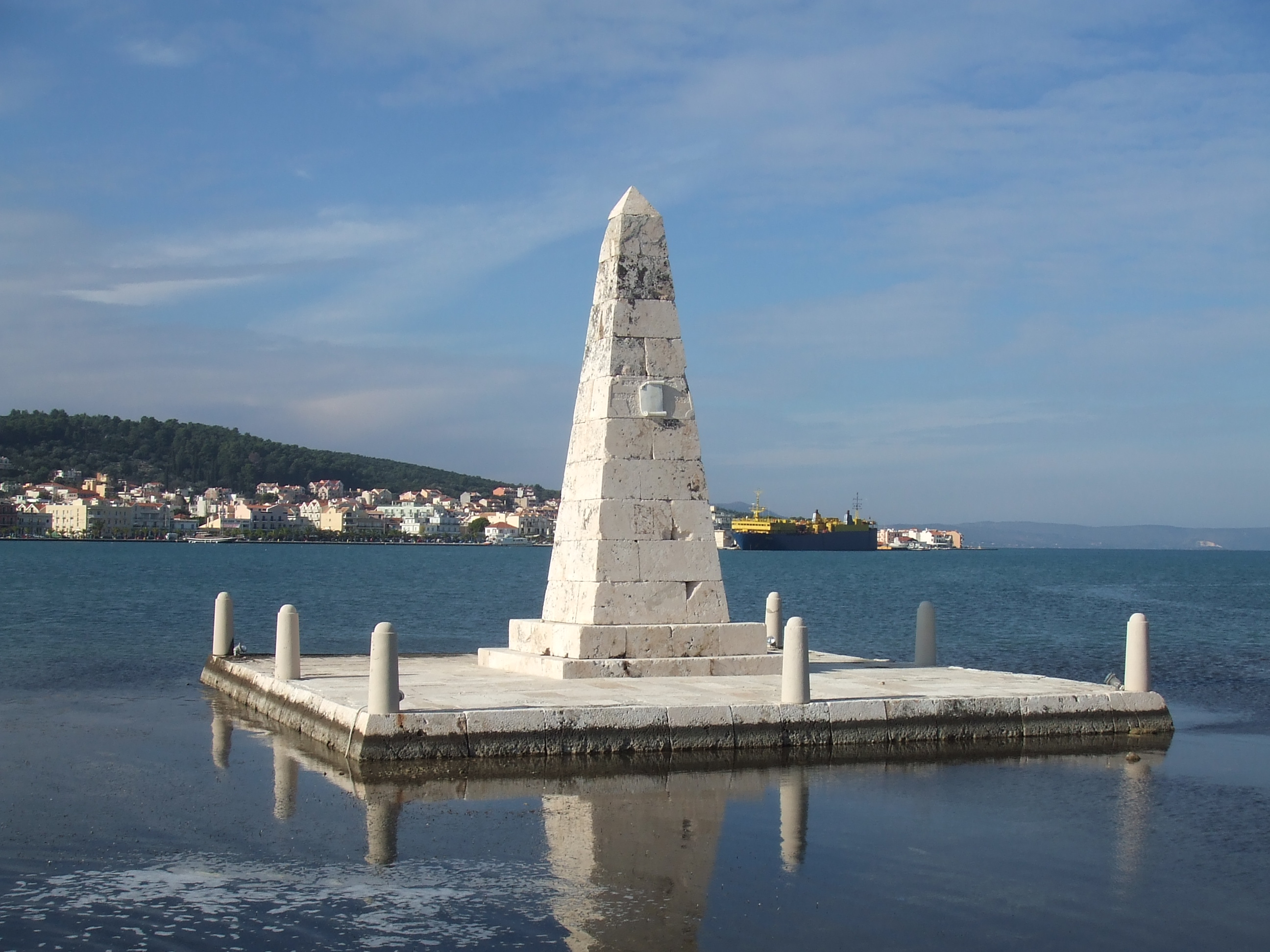
Der Obelisk der De-Bosset-Brücke

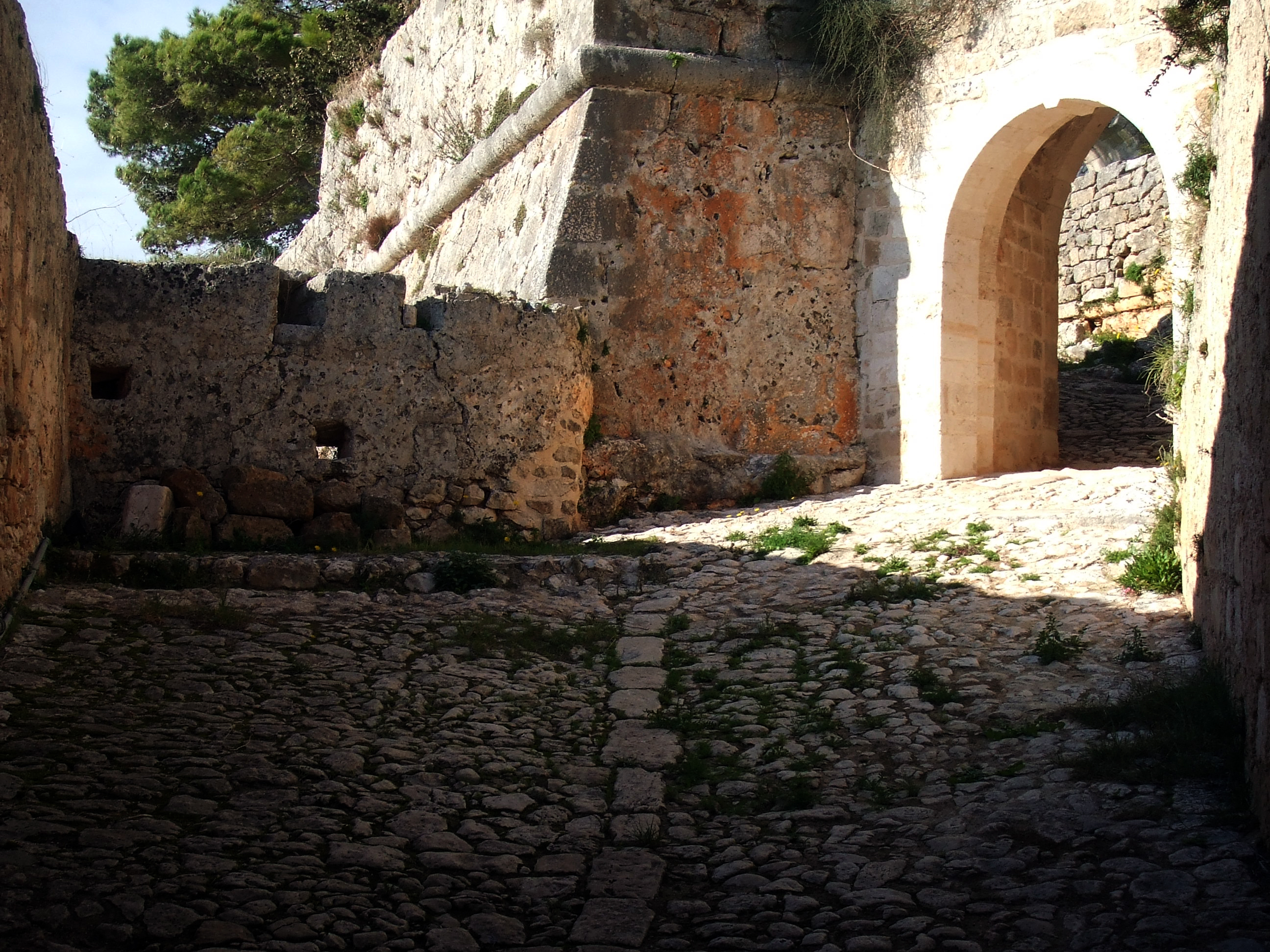
Festung von Agios Georgios (Borgo)

Der Livathos ist das südliche Umland von Argostoli. Er umfasst etwa 25 Dörfer und zeichnet sich vor allem durch Zypressen-, Oliven- und Pinienhaine aus.
Südlich von Argostoli befindet sich das Dorf Agios Georgios und die gleichnamige Festung. Die Zitadelle war ab 1262 der Sitz des Grafen von Kefalonia. Später verschanzten sich die Türken in der Festung, 1499 eroberten die Venezianer (unterstützt von spanischen Truppen) nach zweimonatiger Belagerung die Festung und beendeten die kurze Türkenherrschaft.
In Metaxata bereitete sich Lord Byron auf seine Teilnahme am  griechischen Freiheitskampf vor. Hier entstand sein Werk Don Juan. Die Villa, in der er gewohnt hat, wurde beim Erdbeben zerstört. Das Dorf ist neben dem von Vergotis wiederaufgebauten Koukoumelata Wohnsitz zahlreicher kefalonischer Reedereien. Die üppige Vegetation des Dorfes Lourdata kann über einen ausgewiesenen Wanderpfad des Vereins Archipelagos erkundet werden. Die Rundwanderroute beginnt an der Platia, dem Dorfplatz, und dauert etwa zweieinhalb Stunden.

## Infrastruktur
Neben dem Hafen mit Fährverbindungen nach Lixouri und dem Festland verfügt Argostoli über einen Flughafen mit Linienverbindung nach Athen und Zakynthos sowie Charterflügen im Sommer.
Die Fachhochschule TEI Ionion Nison hat auf Argostoli ihren Sitz. Weiterhin gibt es ein Konservatorium, eine Marinehochschule, ein Krankenhaus und ein Amtsgericht.

## Bevölkerungsentwicklung
1981 hatte die Kernstadt Argostoli noch 7.164 Einwohner. Diese Zahl sank bis 1991 leicht auf 6.815 und stieg bis 2001 auf 9.522. Die Einwohnerzahl der Gesamtgemeinde stieg von 9.918 (1991) auf 12.589 (2001).

## Ereignisse
Auf seinem Weg nach Italien soll der Apostel Paulus im Golf von Argostoli Station gemacht haben; früher wurde angenommen, es sei Malta gewesen. Die EG-Außenminister trafen sich 1986 in Argostoli, wo auch 1992 die Badminton-Balkanmeisterschaft stattfand. Argostoli ist auch Schauplatz des Hollywoodfilm Corellis Mandoline. 2008 fanden die Gewichtheber-Weltmeisterschaften in Argostoli statt.

## Söhne und Töchter der Stadt
- Marinos Korgialenios (1830–1910), Mäzen
- Spyridon Vikatos (1878–1960), Maler
- Christian Zervos (1889–1970), Kunstsammler und Verleger
- Renée Kahane (1907–2002), Romanistin
- Gerasimos Arsenis (1931–2016), Politiker
- Antonis Tritsis (1937–1992), Architekt und Bürgermeister Athens

## Rivalität Argostoli – Lixouri
Die Rivalität zwischen Argostoli und Lixouri, zwei bedeutenden Städten auf der ionischen Insel Kefalonia in Griechenland, die etwa 40 Kilometer voneinander entfernt an derselben Bucht liegen, ist heute hauptsächlich kultureller und sportlicher Natur, obwohl ihre Ursprünge in historischen und wirtschaftlichen Faktoren liegen. Historisch betrachtet war Lixouri das kulturelle Zentrum der Insel, beherbergte ein katholisches Bistum und war bekannt für seine schönen Strände. Im Gegensatz dazu ist Argostoli seit langem das administrative und wirtschaftliche Zentrum der Insel. Die folkloristische Rivalität zwischen den beiden Städten entstand traditionell während der Karnevalszeit. Die Einwohner von Argostoli raten Besuchern oft, nicht nach Lixouri zu fahren, und behaupten: „Es gibt dort nichts zu sehen.“

## Argostoli in der Literatur
- Otto Flake: Fortunat, Roman in zwei Büchern. Szene im Gefängnis der Stadt, ab S. 300. S. Mohn, 1960.
- Karl Werner Maximilian Wiebel: Die Insel Kephalonia und die Meermühlen von Argostoli. Versuch einer Lösung dieses geophysikalischen Räthsels. Hamburg 1873. (Digitalisat der British Library)

## Partnerstädte
Städtepartnerschaften gibt es mit folgenden Städten:
- Šabac in Serbien.
- Brăila in Rumänien.